# En route vers mon premier gala Juste pour rire
En route vers mon premier gala Juste pour rire est la seule compétition télévisée d'humour diffusée au Québec, destinée aux humoristes de la relève. Sous forme de téléréalité, le gagnant de chaque saison se voit décerner une place au sein d'un gala Juste pour rire.
Lors de la première édition, l'émission était diffusée sur les ondes de VOX. Par la suite, l'émission a été à l'antenne sur le réseau de télévision MAtv. 
Mike Ward a animé la première saison, puis c'est Anaïs Favron qui a assuré l'animation à partir de la saison 2. Plusieurs humoristes, comédiens et metteurs en scène ont jugé les candidats. Lors de la sixième saison, les trois juges permanents sont Sébastien Dubé, humoriste membre du duo des Denis Drolet, Mélanie Maynard, comédienne, et Guy Lévesque, metteur en scène. Pour l'édition 2017, les juges sont Jacques Chevalier, Tammy Verge et Sébastien Dubé.

## Déroulement des saisons

### Juges
| Juges                                      | Saisons | Saisons | Saisons | Saisons | Saisons | Saisons | Saisons | Saisons |
| Juges                                      | 1       | 2       | 3       | 4       | 5       | 6       | 7       | 8       |
| ------------------------------------------ | ------- | ------- | ------- | ------- | ------- | ------- | ------- | ------- |
| Jacques Chevalier, humoriste et producteur |         |         |         |         |         |         |         |         |
| Pascale Lévesque                           |         |         |         |         |         |         |         |         |
| Bruno Landry                               |         |         |         |         |         |         |         |         |
| Joseph Saint-Gelais                        |         |         |         |         |         |         |         |         |
| Sylvie Potvin                              |         |         |         |         |         |         |         |         |
| Martin Cloutier                            |         |         |         |         |         |         |         |         |
| Mélanie Maynard                            |         |         |         |         |         |         |         |         |
| Daniel Thibault                            |         |         |         |         |         |         |         |         |
| Sébastien Dubé                             |         |         |         |         |         |         |         |         |
| Guy Lévesque                               |         |         |         |         |         |         |         |         |
| François Massicotte                        |         |         |         |         |         |         |         |         |
| Tammy Verge                                |         |         |         |         |         |         |         |         |

### Aperçu des saisons
| Saison | Diffusion | Gagnant            | Finalistes                                                                                 | Juges                                                    | Animateur    |
| ------ | --------- | ------------------ | ------------------------------------------------------------------------------------------ | -------------------------------------------------------- | ------------ |
| 1      | 2008      | Jérémy DeMay       | Eddy King, Louis Courchesne, Guy Bernier, JF Daoust et les Pics-Bois                       | Jacques Chevalier, Pascale Lévesque et Bruno Landry      | Mike Ward    |
| 2      | 2009      | Étienne Dano       | Luc Leblanc, John Audet, Pascal Barriault, Alex Douville et Sylvain Granger                | Jean-Pierre Plante, Pascale Lévesque et Bruno Landry     | Anaïs Favron |
| 3      | 2010      | Olivier Martineau  | François Bellefeuille, Mathieu Cyr, Geneviève Brodeur, Simon Leblanc et Yannick De Martino | Jacques Chevalier, Sylvie Potvin et Joseph Saint-Gelais  | Anaïs Favron |
| 4      | 2011      | Yannick de Martino | Sèxe Illégal, Pierre-Bruno Rivard et les Sodas Mousse                                      | Jacques Chevalier, Sylvie Potvin et Joseph Saint-Gelais  | Anaïs Favron |
| 5      | 2013      | Virginie Fortin    | Alex Douville, Mariana Mazza et Phil Roy                                                   | Martin Cloutier, Mélanie Maynard et Daniel Thibault      | Anaïs Favron |
| 6      | 2014      | Katherine Levac    | Mehdi Bousaidan, Sam Breton, Didier Lambert                                                | Sébastien Dubé, Mélanie Maynard et Guy Lévesque          | Anaïs Favron |
| 7      | 2016      | Richardson Zéphir  | Rosalie Vaillancourt, David Beaucage et Guillaume Pineault                                 | Jacques Chevalier, Mélanie Maynard et François Massicote | Anaïs Favron |
| 8      | 2017      | Angelo             | Angelo, Reda Saoui, Pierre-Yves Roy-Desmarais et JC Surette                                | Jacques Chevalier, Tammy Verge et Sébastien Dubé         | Anaïs Favron |